# Gildschaft 3a, 3c (Quedlinburg)

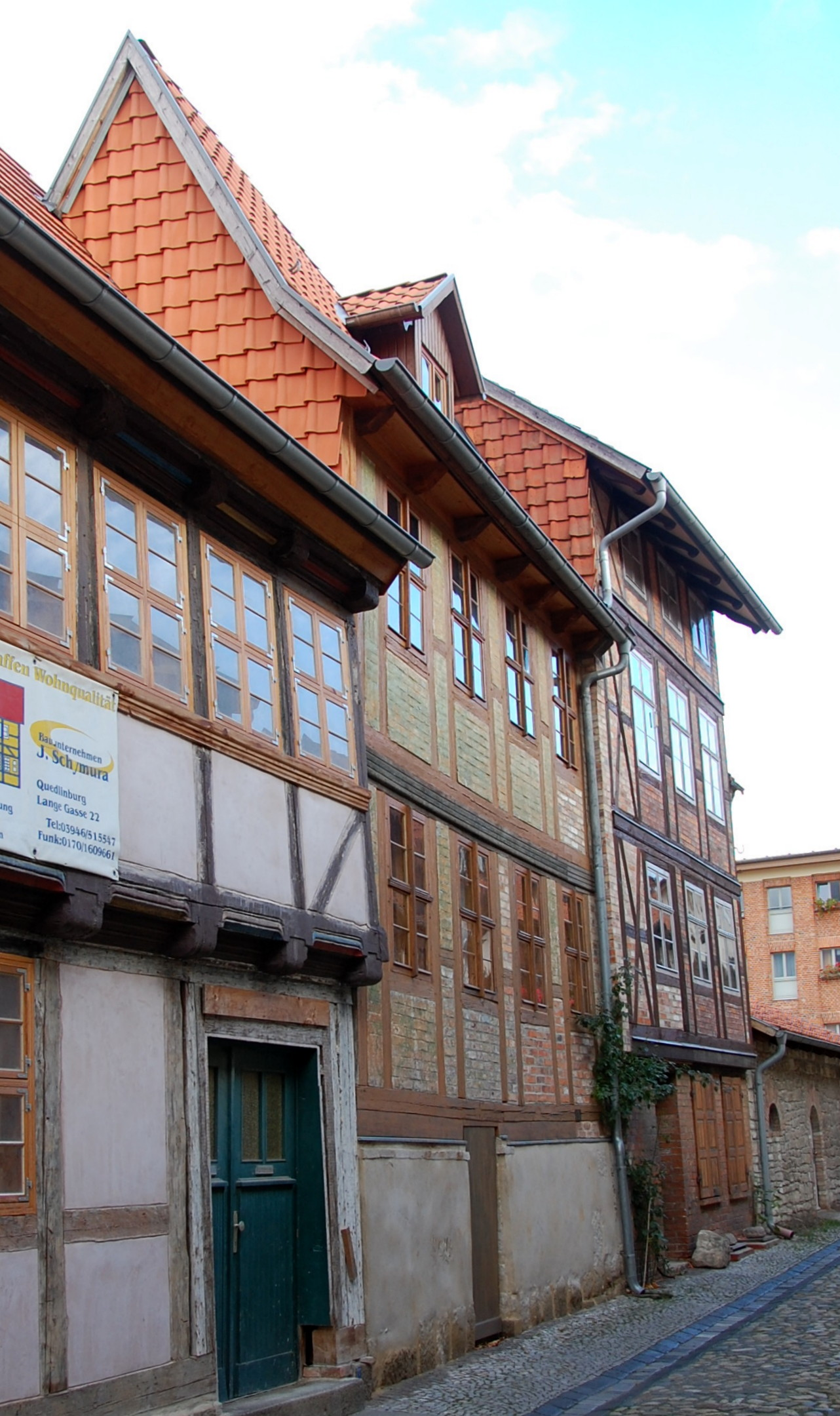
Häuser Gildschaft 3a, 3c; links das Haus Gildschaft 3

Die Häuser Gildschaft 3a, 3c sind denkmalgeschützte Gebäude in der Stadt Quedlinburg in Sachsen-Anhalt.

## Lage
Sie liegen auf der Nordseite des Quedlinburger Schloßbergs im Stadtteil Westendorf und gehören zum UNESCO-Weltkulturerbe. Im Quedlinburger Denkmalverzeichnis sind sie als Wohnhaus eingetragen. Westlich grenzt das ebenfalls denkmalgeschützte Haus Gildschaft 3 an.

## Architektur und Geschichte
Das westliche der beiden Fachwerkhäuser entstand in der Zeit um 1780. Es ist zweigeschossig und ruht auf einem hohen Sockel. Das Fachwerk ist schlicht und durch die dichte Abfolge der Fenster geprägt. Bedeckt wird das Gebäude von einem steilen Dach.
Der östliche Bau wurde im Zeitraum um 1850 errichtet. Er verfügt über drei Stockwerke und einen Drempel.